# Wil Jones
Wilbert "Wil" Jones (McGehee, Arkansas, 27 de febrero de 1947) es un exjugador de baloncesto estadounidense que disputó siete temporadas en la ABA y dos más en la NBA. Con 2,03 metros de estatura, jugaba en la posición de ala-pívot. Es hermano de los también jugadores profesionales Caldwell Jones, Major Jones y Charles Jones.

## Biografía
Jones creció en McGehee, Arkansas, siendo miembro de una familia muy alta. Su padre, Caldwell Jones Sr., medía 1,90, mientras que su madre, Cecilia, medía 1,80. De los siete hijos que tuvieron, la más pequeña en estatura era la única hija, Clovis, que medía 1,91. Cuatro de los hermanos Jones llegaron a jugar en la NBA: Wil (2,03 metros, una temporada en Indiana Pacers, otra en Buffalo Braves, además de otras 7 en diferentes equipos de la ABA, Caldwell (2,11, en 5 equipos diferentes de la NBA y en otros 3 de la ABA), Major (2,09 metros, 5 temporadas en los Houston Rockets y una en Detroit Pistons), y Charles (2,09 metros, que jugó 15 temporadas con Philadelphia 76ers, Chicago Bulls, Washington Bullets, Pistons y Rockets). Los otros dos hermanos jugaron en ligas menores.
En las 37 temporadas acumuladas entre los hermanos Jones en la NBA, únicamente en una ocasión uno de los hermanos logró promediar más de 10 puntos por partido (Wil lo hizo en la temporada 1976-77, consiguiendo 13,0 puntos).
Oliver Jones fue el primero de los hermanos en jugar en la Universidad de Albany State (siendo posteriormente entrenador del equipo durante 28 temporadas). Otros 5 hermanos le siguieron. Durante 18 temporadas consecutivas, un Jones ocupó el puesto de pívot de los Golden Rams. Sus padres fueron incluidos en 1994 en el Salón de la Fama de la Southern Intercollegiate Athletic Conference, a la que pertenece la Universidad de Albany State.

## Trayectoria deportiva

### Universidad
Jugó durante su etapa universitaria con los Golden Rams de la Universidad de Albany State, liderando la NAIA en rebotes en su última temporada, promediando 23,9 por partido.

### Profesional
Fue elegido en la sexagésimo novena posición del Draft de la NBA de 1969 por Los Angeles Lakers, y también por Miami Floridians en el Draft de la ABA, fichando por estos últimos. Allí jugó una temporada en la que promedió 8,2 puntos y 7,6 rebotes por partido.
Al año siguiente fue traspasado junto con Al Cuerto y  Erv Staggs a los New Orleans Buccaneers a cambio de Ron Franz y los derechos sobre Dave Nash, mudándose el equipo a Tennessee para convertirse en los Memphis Pros. Allí jugó cuatro temporadas, las dos últimas con la denominación de los Memphis Tams, siendo la más destacada la 1971-72, en la que promedió 14,9 puntos y 10,4 rebotes por partido, que le valieron para ser elegido para disputar el All-Star Game, en el que consiguió 2 puntos y 3 rebotes.
En 1974 se convirtió en agente libre, negociando su fichaje con los Kentucky Colonels, donde en su primera temporada ganaría el anillo de campeón de la ABA, derrotando en las Finales a los Indiana Pacers por 4-1, promediando 12,6 puntos y 7,2 rebotes por partido, y siendo incluido en el Mejor quinteto defensivo de la ABA. Al año siguiente, en la última temporada de la liga, coincidió brevemente en el equipo con su hermano Caldwell, y acabó promediando 13,6 puntos y 7,5 rebotes por partido.
En 1976 se produjo un Draft de dispersión por la desaparición de la ABA, siendo elegido en la octava posición por los Indiana Pacers. En su primera temporada en la nueva competición, mantuvo un nivel similar al de su etapa en la ABa, promediando 13,0 puntos y 7,6 rebotes por partido. Al año siguiente fichó como agente libre por Buffalo Braves, recibiendo los Pacers en compensación una futura segunda ronda del draft. Allí jugaría su última temporada como profesional.

## Estadísticas de su carrera en la NBA

### Temporada regular
| Temporada | Edad | Equipo            | Liga  | P   | TIT | MIN  | TC  | TCA  | %TC  | 3P  | 3PA | %3P  | TL  | TLA | %TL  | R.OF. | R.DEF. | REB  | ASIS | ROB | TAP | PER | FP  | PTS  |
| 1969-70   | 22   | Miami Floridians  | ABA   | 74  |     | 22.9 | 3.3 | 8.3  | .394 | 0.0 | 0.1 | .182 | 1.6 | 2.2 | .728 | 3.0   | 4.6    | 7.6  | 0.6  |     |     | 1.4 | 2.8 | 8.2  |
| 1970-71   | 23   | Memphis Pros      | ABA   | 84  |     | 26.6 | 4.6 | 9.7  | .481 | 0.0 | 0.2 | .077 | 2.1 | 3.1 | .674 | 3.7   | 4.4    | 8.1  | 1.8  |     |     | 1.6 | 3.0 | 11.4 |
| 1971-72   | 24   | Memphis Pros      | ABA   | 84  |     | 36.9 | 6.0 | 12.8 | .469 | 0.0 | 0.2 | .125 | 2.9 | 3.8 | .750 | 4.4   | 6.0    | 10.4 | 1.8  |     |     | 1.9 | 3.8 | 14.9 |
| 1972-73   | 25   | Memphis Tams      | ABA   | 76  |     | 30.5 | 4.5 | 9.5  | .476 | 0.0 | 0.1 | .143 | 1.9 | 2.6 | .737 | 3.2   | 4.7    | 7.9  | 1.5  |     |     | 1.7 | 3.7 | 11.0 |
| 1973-74   | 26   | Memphis Tams      | ABA   | 81  |     | 35.1 | 5.6 | 12.3 | .454 | 0.0 | 0.3 | .115 | 2.0 | 2.7 | .741 | 2.5   | 5.7    | 8.2  | 2.5  | 1.3 | 1.0 | 2.3 | 3.4 | 13.2 |
| 1974-75   | 27   | Kentucky Colonels | ABA   | 84  |     | 32.0 | 5.5 | 11.3 | .483 | 0.0 | 0.1 | .000 | 1.7 | 2.3 | .735 | 2.4   | 4.9    | 7.2  | 3.0  | 1.3 | 0.8 | 2.4 | 4.2 | 12.6 |
| 1975-76   | 28   | Kentucky Colonels | ABA   | 83  |     | 31.7 | 5.8 | 12.2 | .476 | 0.0 | 0.1 | .500 | 1.9 | 2.5 | .775 | 2.9   | 4.6    | 7.5  | 2.5  | 1.0 | 0.7 | 2.4 | 3.9 | 13.6 |
| 1976-77   | 29   | Indiana Pacers    | NBA   | 80  |     | 33.9 | 5.5 | 12.7 | .430 |     |     |      | 2.1 | 2.8 | .744 | 2.7   | 4.8    | 7.6  | 2.4  | 1.3 | 1.0 |     | 3.8 | 13.0 |
| 1977-78   | 30   | Buffalo Braves    | NBA   | 79  |     | 21.7 | 2.9 | 6.5  | .440 |     |     |      | 1.1 | 1.5 | .706 | 1.3   | 2.9    | 4.2  | 1.5  | 0.9 | 0.5 | 1.7 | 3.2 | 6.8  |
| Total     |      |                   | TOTAL | 725 |     | 30.2 | 4.9 | 10.6 | .459 | 0.0 | 0.1 | .143 | 1.9 | 2.6 | .733 | 2.9   | 4.7    | 7.7  | 2.0  | 1.2 | 0.8 | 1.9 | 3.6 | 11.7 |
|           |      |                   | ABA   | 566 |     | 30.9 | 5.1 | 10.9 | .465 | 0.0 | 0.1 | .143 | 2.0 | 2.7 | .734 | 3.2   | 5.0    | 8.2  | 2.0  | 1.2 | 0.8 | 2.0 | 3.6 | 12.2 |
|           |      |                   | NBA   | 159 |     | 27.8 | 4.2 | 9.6  | .433 |     |     |      | 1.6 | 2.2 | .731 | 2.0   | 3.9    | 5.9  | 1.9  | 1.1 | 0.8 | 1.7 | 3.5 | 9.9  |

### Playoffs
| Temp.   | Edad | Equipo            | Liga | P  | MIN | TCA | TC  | 3PA | 3P | TLA | TL | R.OF. | REB | ASIS | ROB | TAP | PER | FP  | PTS | %TC  | %3P  | %FT  | MIN  | PTS  | REB  | AST |
| 1970-71 | 23   | Memphis Pros      | ABA  | 4  | 158 | 28  | 56  | 0   | 0  | 4   | 6  | 21    | 49  | 13   |     |     | 7   | 17  | 60  | .500 |      | .667 | 39.5 | 15.0 | 12.3 | 3.3 |
| 1974-75 | 27   | Kentucky Colonels | ABA  | 15 | 454 | 62  | 142 | 0   | 1  | 19  | 24 | 48    | 100 | 48   | 17  | 12  | 30  | 60  | 143 | .437 | .000 | .792 | 30.3 | 9.5  | 6.7  | 3.2 |
| 1975-76 | 28   | Kentucky Colonels | ABA  | 10 | 324 | 52  | 108 | 0   | 1  | 16  | 17 | 26    | 67  | 20   | 11  | 0   | 21  | 41  | 120 | .481 | .000 | .941 | 32.4 | 12.0 | 6.7  | 2.0 |
| Total   |      |                   | ABA  | 29 | 936 | 142 | 306 | 0   | 2  | 39  | 47 | 95    | 216 | 81   | 28  | 12  | 58  | 118 | 323 | .464 | .000 | .830 | 32.3 | 11.1 | 7.4  | 2.8 |